# 車道外側線
車道外側線（しゃどうがいそくせん）は、道路または車道の路端寄りに引かれている区画線の事を言う。具体的には「車道の外側の縁線を示す必要がある区間の車道の外側」に設置された区画線である。道路法令（道路標識、区画線及び道路標示に関する命令）の用語のひとつ。
通常はペイントにより白の実線で引かれている事が多い。

## 目的と通行方法
車道外側線は、車道の外側の縁線を示す事、車両が通行するときに端に寄り過ぎると危険な為この線の右側を通る目安を示す事、を目的とする区画線である。

## 路側帯・路肩との関係
車道外側線（以下、ペイントにより白の実線で引かれているものに限る。）のある路端側に歩道が無い場合に限り、この線から外側（路端寄り）の部分は、路側帯の道路標示とみなされる。そのため、車両の通行は原則として禁止される。原則として軽車両は道路左側部分にある路側帯を通行でき、歩行者は路側帯を通行しなければならない。
一方、路端側に歩道が有る場合には路側帯とはならず、通常の路肩となる。この部分の幅員は道路構造令で道路の種類や規模毎に定められているが、道路構造令第8条7では「歩道、自転車道又は自転車歩行者道を設ける道路にあつては、道路の主要構造部を保護し、又は車道の効用を保つために支障がない場合においては、車道に接続する路肩を設けず、又はその幅員を縮小することができる。」とされており、歩道と車道との間の路肩を既定の幅員より縮小したり、もしくは設けない（この場合は車道外側線は存在しない）ことも状況によっては可としている。
道路構造令第2条13でこの部分の路肩（車道外側線の外側）は「車両の運転者の視線を誘導し、及び側方余裕を確保する機能を分担させるために、車道に接続して設けられる」側帯とされている。

## 車道外側線に関する判例
路側端に歩道がある場合の車道外側線の外側部分（白線と歩道との間）について、車道に当たるとする判例と、車道には当たらないとする判例が対立している。判例では車道外側線の外側が副道の場合は、車両の通行が可能。路肩の場合については、歩行者と車両の双方対して、通行してはならないとする判決になっている。
- 車道としたもの
  - 刑事
    - 車道外側線の外側部分を、道路交通法上の車道(副道)であるとして、同部分を車両で通行することを適法であるとした事例（東京高等裁判所昭和53年3月8日東高刑時報29巻8号149頁）
    - 車道外側線の外側部分を、道路交通法上の車道(副道)であって、駐車禁止指定の効力が及ぶとした事例（大阪高等裁判所平成3年3月22日ジュリスト995号判例カード、執務資料道路交通法解説「13-2訂版」157頁）

  - 民事
    - 車道外側線の外側部分を、「歩行してはならない車道」であるとして、歩行者に大幅な過失を認めた事例（横浜地方裁判所平成8年4月22日判決交通民集29巻2号597頁）

- 車道ではないとしたもの
  - 民事
    - 車道外側線の外側部分は、車道ではないとして、この部分を通行した自動二輪車に6割の過失相殺を認めた事例（大阪高等裁判所平成14年1月25日・平成13(ネ)2847損害賠償請求控訴事件）[6]

## 車両通行帯最外側線との関係
道路標示である車両通行帯を構成する車両通行帯最外側線は、区画線である車道外側線ではないが、都道府県公安委員会が車両通行帯を、歩道と車道の区別のない道路に設置する場合には、路側帯を設置することとされているので（道路交通法施行令第1条の2第4項）、法令の適用に変化はない。